# CableDSL
cableDSL war der Markenname eines Breitband-Internetzugangs der Teles AG über TV-Kabelanschlüsse. Es handelte sich dabei nicht um ein xDSL-Verfahren; der Name wurde nur aus Marketing-Gründen gewählt. Erster Kooperationspartner war 2003 die Bosch Breitbandnetz GmbH. 2004 folgte Tele Columbus, welche das Angebot unter dem Markennamen „Infocity Sky“ vermarkteten.

## Technische Umsetzung
cableDSL wurde in Kooperation mit den Betreibern der Kabelnetze angeboten, deren lokale Netze an das Breitbandnetz von skyDSL angeschlossen wurden und deshalb keinen eigenen Backbone benötigten. Die Daten wurden allerdings nur im Downstream über das Kabelnetz übertragen, der Upstream lief über das Netz von skyDSL. Die Umsetzung war für die Netzbetreiber daher oft günstig, mit geringem technischen Aufwand verbunden und innerhalb kurzer Zeit möglich. Dies ermöglichte die wirtschaftliche Anbindung kleiner lokaler Netze, für welche sich eine vollständige Umrüstung des Kabelnetzes nicht rentiert hätte.
Die für den Upstream benötigte Modem- oder ISDN-Verbindung musste separat bestellt und bezahlt werden. Bei voller Upstreamleistung konnte der Anschluss zudem nicht mehr zum Telefonieren benutzt werden. Im Downstream wurden Bandbreiten von bis zu 16 MBit/s angeboten.
Wie auch bei skyDSL war der Umlaufzeit der Datenpakete, der sogenannte Ping, relativ hoch, weshalb sich der Dienst für Online-Gaming nicht eignete.